# Borknagar (album Borknagar)
Borknagar - debiutancki album zespołu Borknagar, nagrany w norweskim studiu nagraniowym Grieghallen Studios pomiędzy październikiem 1995 a styczniem 1996 roku, wydany w 1996 roku przez niemiecką wytwórnię muzyczną Malicious Records w formie kasety magnetofonowej. W roku 1999 dokonano reedycji albumu, wydając go ponownie tym razem nakładem wytwórni Century Media Records.

## Lista utworów
1. „Vintervredets sjelesagn” – 6:44
2. „Tanker mot tind (kvdding/kvelding)” – 3:29
3. „Svartskogs gilde” – 5:52
4. „Ved steingard” – 2:14
5. „Krigsstev” – 2:03
6. „Dauden” – 5:49
7. „Grimskalle trell” – 5:38
8. „Nord naagauk” – 3:07
9. „Fandens allheim” – 6:19
10. „Tanker mot tind (gryning)” – 2:57

## Twórcy
- Garm - śpiew
- Øystein G. Brun - gitara
- Infernus - gitara basowa
- Ivar Bjørnson - instrumenty klawiszowe
- Grim - perkusja